# Mojš
Mojš (en hongrois : Majosfalva) est une commune de la région de Žilina, en Slovaquie.

## Histoire
La première mention écrite du village date de 1419.

## Démographie

### Évolution de la population
| Année:               | 1994. | 2004.   | 2014.     | 2024.    |
| -------------------- | ----- | ------- | --------- | -------- |
| Nombre de personnes: | 490   | 450     | 924       | 1496     |
| Différence:          |       | -8,16 % | +105,33 % | +61,90 % |

| Année:               | 2023. | 2024.   |
| -------------------- | ----- | ------- |
| Nombre de personnes: | 1450  | 1496    |
| Différence:          |       | +3,17 % |